# Hilary Rhoda
Hilary Rhoda (Hilary St. Claire, 6 de abril de 1987, Chevy Chase, Maryland) é uma modelo norte-americana.
Estampou a capa da revista TIME em 16 de setembro de 2007.
Em maio de 2007 apareceu na capa da Vogue Americana com Jessica Stam, Sasha Pivovarova, Agyness Deyn, Coco Rocha, Doutzen Kroes, Chanel Iman, Lily Donaldson, Raquel Zimmermann e Caroline Trentini sendo citadas como a nova geração de supermodelos.
Ilustrou várias edições da revista Sports Illustrated Swimsuit Issue.
Segundo a revista Forbes, Hilary Rhoda foi, em 2006, a 12ª modelo mais bem paga do mundo, com ganhos estimados em 2 milhões de dólares, em 2007 a 14ª, com  igualmente 2 milhões e em 2014 foi a 9ª com ganhos em torno de 4 milhões.